# Andrej Kirilenko (politiker)
Andrej Kirilenko, född den 8 september 1906 i Alexeyevka, Belgorod oblast, död den 12 maj 1990 i Moskva, var en sovjetisk politiker.

## Biografi
Kirilenko arbetade i sin ungdom som elektriker och låssmed och 1925 avslutade han sin grundutbildning med examen från en teknisk yrkesskola. Han började sedan arbeta vid ett gruvföretag i Voronezh Oblast. Han blev där aktiv medlem i Komsomol 1929 och två år senare medlem i sovjetiska kommunistpartiet.
År 1936 utexamineras han från flygtekniska institutet i Rybinsk. Han började därefter att arbeta som konstruktör för en flygplansfabrik, Zaporizhia motorfabrik.

### Politisk karriär
Kirilenko blev 1939 aktiv deltagare i partipolitiken och valdes till posten som andre sekreterare i Vorosjilov distriktspartikommitté i Zaporozhye oblast. Året därpå röstades han in som förste sekreterare. Senare samma år utsågs han till andre sekreterare i den regionala partikommittén i Zaporizhzhya ukrainska sovjetrepubliken. I denna roll gjorde Kirilenko betydande insatser för utvecklingen av metallurgi och elektroteknik, men även i andra typer av industri.
Under det andra världskriget, var Kirilenko direkt involverad i att evakuera industri till säkra zoner. Från 1941 till 1943, var han en medlem av den 18:e sovjetiska armén där han bidrog genom att förbättra disciplinen bland soldaterna och förbättra det materiella stödet för trupperna. År 1943 blev Kirilenko flyttad till Moskva, och under hans tid där ökade produktion av avancerade flygplan snabbt. I slutet av kriget, 1944, blev Kirilenko förste sekreterare i Zaporizhzhyas regionala kommunistparti. Han efterträdde Leonid Brezjnev, framtida sovjetiska ledare, som förste sekreterare i Dnipropetrovsk regionala partikommitté. 
Från 1955 till 1962 var han förste sekreterare i Sverdlovsk regionala partikommitté. Han utsågs av Nikita Chrusjtjov att ta ansvar för ekonomisk planering och personval i stadsområden av den ryska sovjetiska federativa socialistiska republiken (RSFSR). Kirilenko blev senare befordrad till Chrusjtjovs vice ordförande i presidiet för centralkommittén. Brezjnev drog nytta av Kirilenkos position där och använde honom för att vinna över anhängare för hans sammansvärjning mot Chrusjtjov. 
Omedelbart efter Chrusjtjovs avgång, bildades ett kollektivt ledarskap  med Brezjnev som förste sekreterare, Alexej Kosygin som regeringschef och Anastas Mikojan (ersatt 1965 av Nikolaj Podgorny) som statschef. Centralkommittésekreterare Michail Suslov och Kirilenko var också en del av det kollektiva ledarskapet.
År 1976 hade Kirilenkos position inom sovjetledningen växt i sådan grad att ledande befattningshavare, som Brezjnev och Suslov, började oroa sig för sin "organisatoriska svans" i ryska sovjetiska federativa socialistiska republiken (RSFSR) och hans ställning försvagades drastiskt i slutet av året. Kirilenko sågs som en möjlig kandidat till posten som förste vice ordförande i presidiet i Högsta sovjet 1977, men 76-årige Vasili Kuznetsov, valdes till posten i stället. På grund av försämrad hälsa lämnade Kirilenko politiken 1982.

## Hedersbetygelser
Kirilinko gjorde sitt sista offentliag framträdande 1983 och tilldelades samma år hederspension. Under sin livstid utsågs han två gånger till Socialistiska arbetarnas hjälte, och han fick sex Leninorden och en gång Orden av oktoberrevolutionen. 